# Дор (Юровское муниципальное образование)
Дор — деревня в Грязовецком районе Вологодской области на реке Кундола.
Входит в состав Юровского муниципального образования, с точки зрения административно-территориального деления — в Минькинский сельсовет.
Расстояние до районного центра Грязовца по автодороге — 36 км, до центра муниципального образования Юрово по прямой — 10 км. Ближайшие населённые пункты — Минькино, Таршино, Талица.
По переписи 2002 года население — 2 человека.